# 庫赫豪特山 (維內迪傑山脈)
47°02′49″N 12°24′29″E / 47.046938°N 12.408008°E

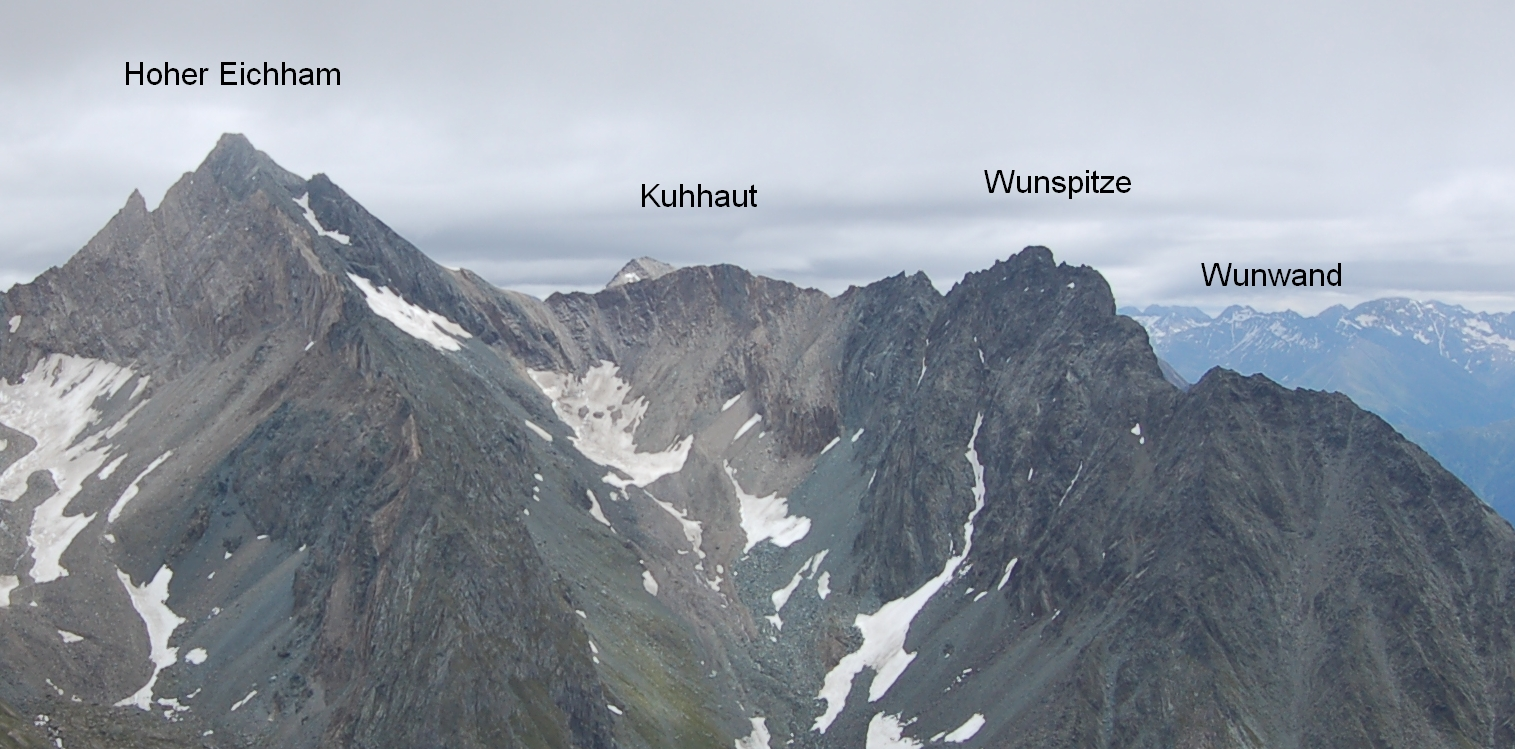

庫赫豪特山（德語：Kuhhaut），是奧地利的山峰，位於該國西部，由蒂羅爾州負責管轄，屬於維內迪傑山脈的一部分，海拔高度3,190米，人類在1908年首次登頂。